# Berr Isaac Berr de Turique
Berr Isaac Berr de Turique (1745, Nancy - 1828, Nancy), est un négociant, fabricant de tabac, défenseur de l'émancipation des juifs en France.

## Biographie
Berr Isaac Berr est né le 24 février 1745 à Nancy, fils de Isaac Berr-Orchel, syndic de la communauté des Juifs de Nancy, et de Jutlé Judith Lipmann.
Négociant, propriétaire d'une manufacture de tabac, il dispose d'une importante fortune et, comme son père, devient le syndic des Juifs de Nancy.
Il épouse le 8 juillet 1761 à Champigneulles Merlé Goudchaux (1745-1802), avec laquelle il a 10 enfants, dont Michel Berr (de) (1781-1843), premier avocat juif à Nancy et premier israélite entré à l'Académie de Stanislas. Il est le grand-père du ministre des Finances Michel Goudchaux.
Il fait partie du groupe de « juifs allemands de Lorraine » qui se rendent à Paris en 1789 et conduit une députation des juifs de province de l'Est, Alsace comprise, à l'Assemblée constituante le 14 octobre 1789.
Berr Isaac Berr est membre du conseil municipal de Nancy en l'an XIV (1805).
Il est successivement membre de l'Assemblée des Notables convoquée en 1806 par Napoléon et en 1807 membre du Grand Sanhédrin dont son fils Michel est le scribe rédacteur. Il coopère efficacement à l'organisation du culte juif en France et en Italie.
Il prend sa retraite, pensionné par le roi, dans l'une de ses propriétés appelée « Turique », dont il ajoute le nom au sien avec la permission royale de [Louis XVIII] en 1816, et décède le 14 novembre 1828, dans sa demeure rue Saint-Nicolas à Nancy, en laissant une fortune estimée à plus d'un demi-million,.

### Clan des Goudchaux-Berr
Après leur expulsion en 1477, Nancy est une ville interdite aux juifs. Le duc de Lorraine Léopold autorise le 20 octobre 1721 à quatre familles juives de s’établir à Nancy. Lion Goudchaux, Juif de Metz ayant acquis la confiance du duc de Lorraine par la remonte de sa cavalerie, est le chef de l'une d'elles. Autour de lui se forme un « clan », constitué par ses fils, par ses deux gendres, Isaac Berr et Michel Wolff, puis par ses nombreux petits-enfants, bénéficiaires à leur tour des mêmes faveurs.
Les mutations engendrées par la Révolution vont entrainer son petit-fils Berr Isaac Berr dans un combat constant et permanent pour l'émancipation des juifs.
Dans la nombreuse descendance de ce clan, il y a plusieurs notables connus depuis 1820 jusqu'au XXe siècle comme les présidents du Conseil Léon Blum et René Mayer, le ministre Michel Goudchaux, des écrivains comme André Spire et Marcel Proust, le philosophe Henri Bergson, le sociologue Émile Durkheim, l'historien Marc Bloch, le mathématicien Jacques Hadamard. Plus récemment Raymond Aron, Paul Nizan, Laurent Schwartz, Jacqueline de Romilly complètent cette impressionnante généalogie.

### Domaine de Turique
Le domaine est mentionné sous le nom de Richardménil ou Turique en 1590. La maison de Turique est indiquée sur les plans de la ville de Nancy dès 1701. Immédiatement à l'est de Turique se trouve alors le domaine de Saint Joseph qui était une maison appartenant aux frères de l'Oratoire. Les environs sont souvent occupés par des maisons de campagne périurbaines, établies par l'aristocratie nancéienne qui veut trouver hors les murs un cadre de vie plus agréable à certaines saisons que les hôtels urbains du centre saturé.
Acheté en 1749 par Isaac Berr-Orchel, fournisseur du roi Stanislas, le domaine est complété après son acquisition par la construction d'un pavillon XVIIIe siècle. Les initiales "BB" au-dessus de la porte d'entrée de la maison de Turique sont probablement celles de Berr Isaac Berr.
En 1835, les religieuses du Bon-Pasteur d'Angers installent à Turique un pensionnat de jeunes filles, suivi par le pensionnat d'une école de jeunes garçons de l'institution Saint-Joseph fondée en 1874.
En 1964, l'université s'installe sur l'ancien domaine de Turique. La chapelle et les bâtiments sont entièrement rasés pour construire le campus-lettres de Nancy, excepté la maison de Turique et le pavillon XVIIIe siècle de Berr Orchel.

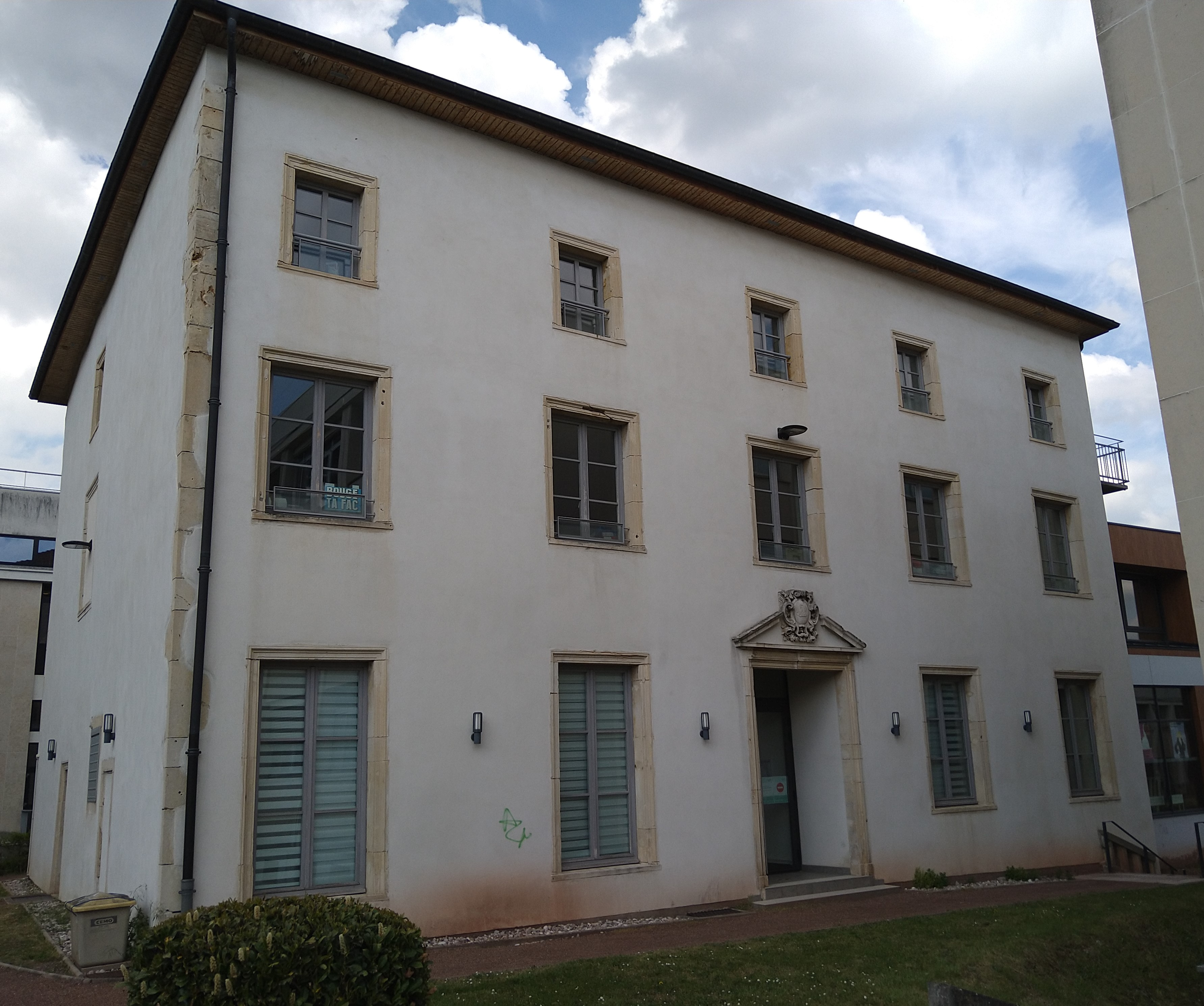
Maison du domaine de Turique
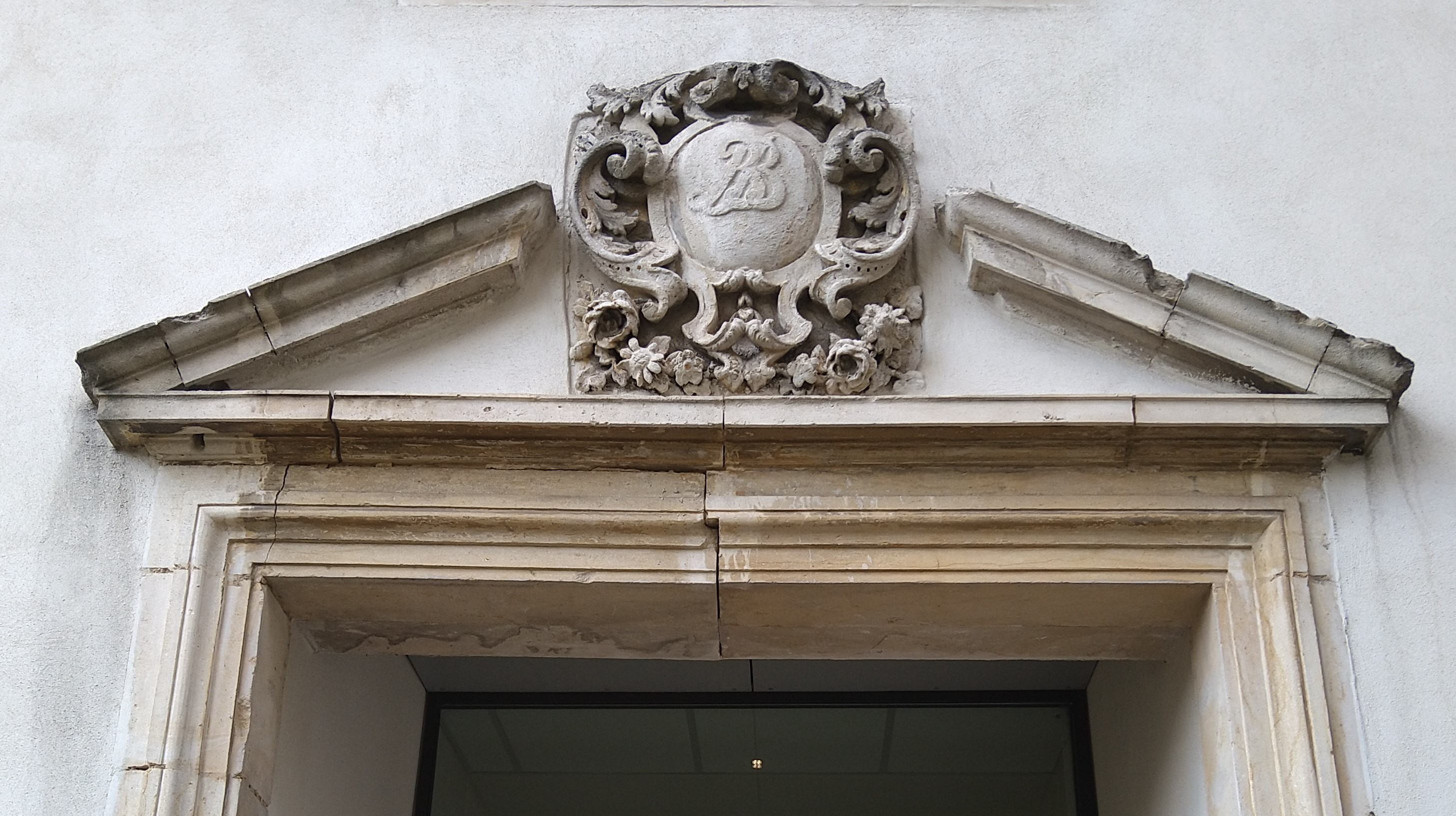
Fronton avec les initiales de Berr Isaac Berr
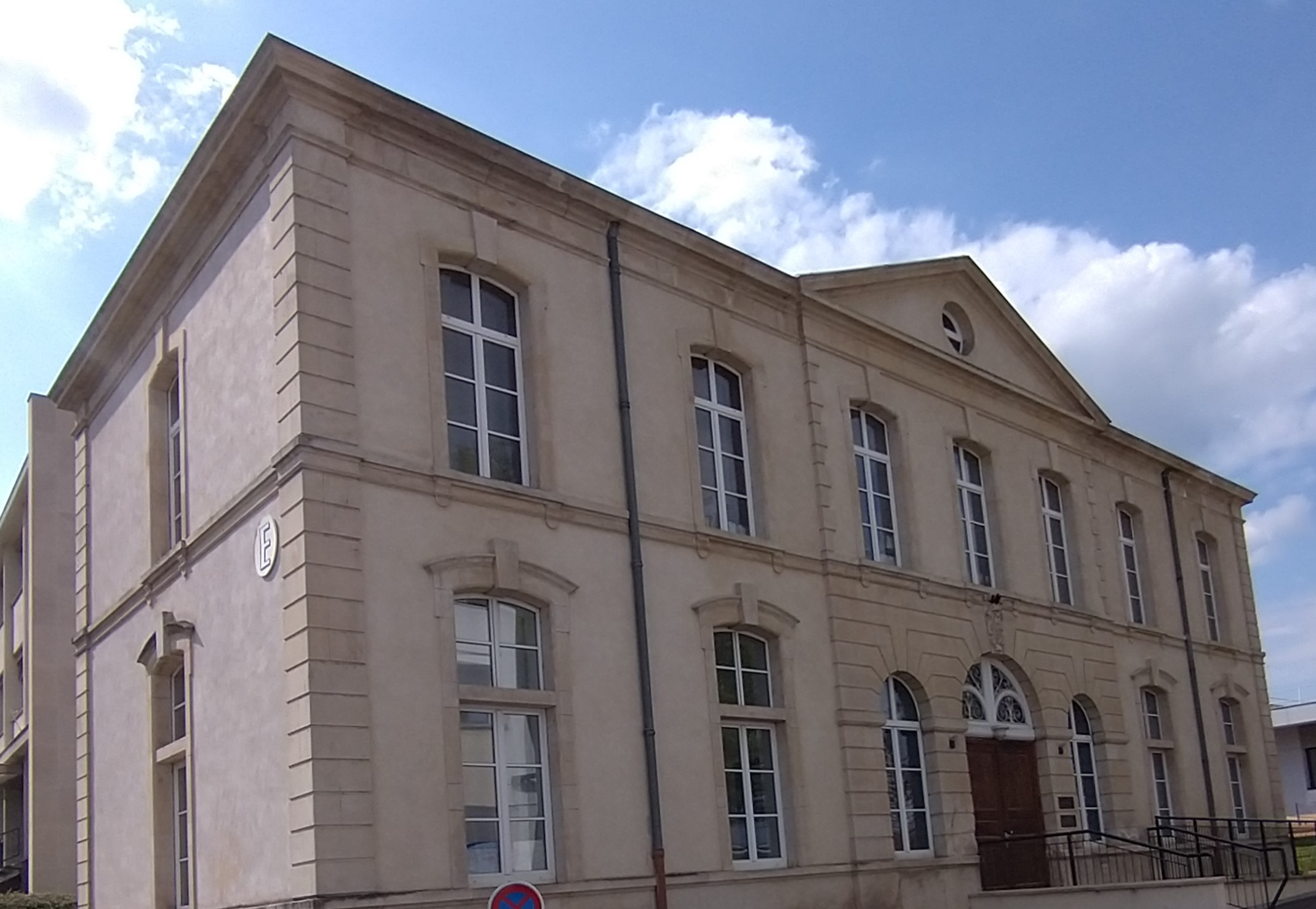
Pavillon XVIIe au domaine de Turique

### Son combat pour l'émancipation

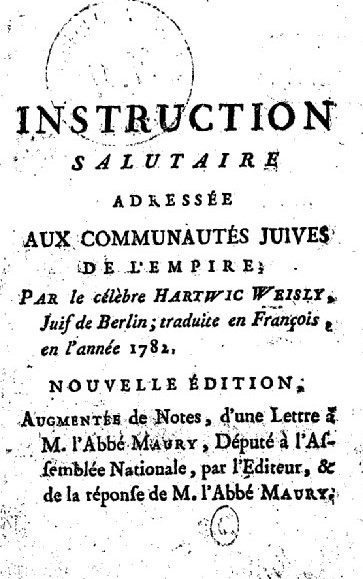
Instruction salutaire de Hartwig Wessely par Berr Isaac Berr.

Avant le XIXe siècle, les juifs n'ont pas de statut « légal » et sont dépendants de la bonne volonté des rois et des princes. Leur culte, non reconnu, est parfois tout juste toléré. La situation évolue cependant à partir du siècle des Lumières durant lequel Berr Isaac Berr, qui a reçu une excellente éducation, en particulier de l'hébreu et de la littérature rabbinique, participe à ce changement. 
"En 1782 Berr Isaac Berr, de Nancy, obtenait de Louis XVI ses 'lettres de naturalité', lui assurant des droits de citoyen." . 
Il fait partie de la minorité qui s'efforce de faire venir en France les pensées de tolérance de la Haskala de Berlin. En 1783, il est l'un des douze abonnés de la revue Ha-Meassef (de), et publie en 1782 la traduction française sur la réforme de l'éducation de Hartwig Wessely intitulée "Paroles de paix et de vérité", qui cherche à renforcer la culture laïque et à l'intégrer davantage dans la culture juive traditionnelle.
Un des éléments déclencheurs est le concours de la Société royale des Sciences et des Arts de Metz en 1787, avec la question Est-il des moyens de rendre les Juifs plus heureux et plus utiles en France ?. L'abbé Grégoire est l'un des trois lauréats pour son Essai sur la régénération physique morale et politique des Juifs dans lequel il cherche à démontrer l'absurdité d'une discrimination fondée sur des préjugés et contraire à l'utilité sociale et à l'humanisme et la tolérance du message du Christ.
Le 14 octobre 1789, Berr Isaac Berr, à la tête de la représentation des juifs de Lorraine, des Trois-Évêchés et d'Alsace à l'Assemblée constituante, demande avec éloquence la pleine liberté civile et supplie pour que les hommes nous regardent comme leurs frères ! L'Assemblée ne répondit que par des promesses. À la fin de la même année, l'Assemblée discute de la loi électorale et de savoir à qui discerner la qualité d'électeur : les juifs comme beaucoup d'autres catégories peuvent-ils être considérés comme citoyens ? Certains l'autorisent comme Robespierre, Mirabeau ou Duport, d'autres le réfutent comme l'évêque de Nancy Mg de La Fare. L'Assemblée adopte une demi-mesure en ne donnant le titre de citoyens actifs qu'à ceux connus sous le nom de juif portugais, espagnols et avignonnais mais pas aux autres. Berr Isaac Berr adresse en réponse une lettre énergique à l'évêque La Fare.

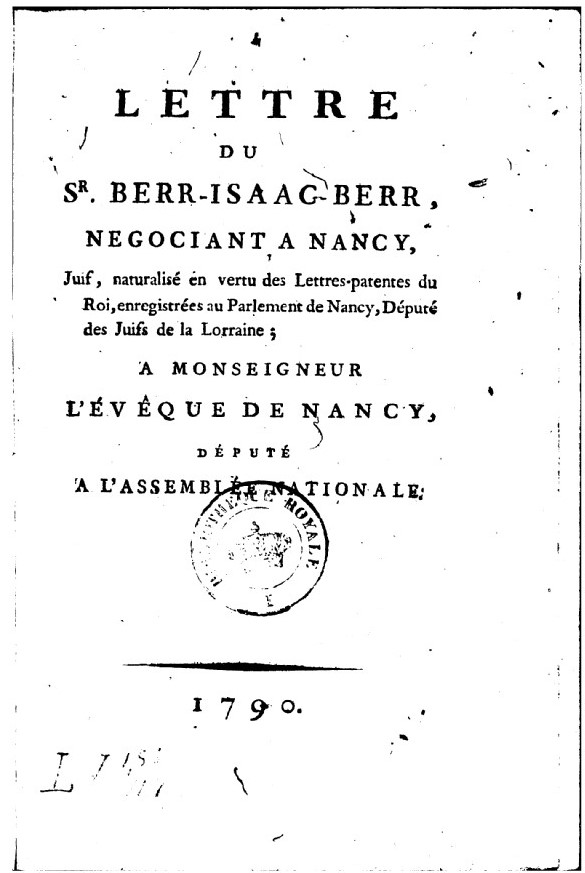
Lettre de Berr Isaac Berr à l'évêque de Nancy.

Jusqu'alors, Berr s'oppose à l'abandon de l'autonomie des communautés juives et celui du contrôle exercé par ces communautés sur leurs membres. Il suggère même que les juifs renoncent à prendre des fonctions publiques si les rabbins laissent la main à la juridiction publique. Sa position est fortement contestée même au sein de sa propre communauté. Avec l'appui de Duport, l'Assemblée constituante reconnait le 27 septembre 1791 que tous les juifs, sans exception, sont des citoyens actifs. Les israélites de Nancy demandent aussitôt à prêter le serment civique devant le conseil municipal nancéien. Pas à l'aise dans la langue française, le rabbin laisse Berr Isaac Berr en faire la demande avec élégance et succès.
Dans cet enthousiasme, Berr Isaac Berr adresse une lettre à ses frères en 1791 dans laquelle il se loue de cette "régénération", de ce nouvel état de citoyen et d'être nommé juif français. Il leur demande de travailler de concert avec tous les concitoyens à la tranquillité publique et d'éduquer leurs enfants dans toutes les sciences et arts mécaniques et autres matières afin qu'ils voient de belles carrières ouvertes.
À cette période euphorique succède le régime de la Terreur avec ses brimades et expulsions. Berr Isaac Berr coopère malgré tout avec la municipalité de Nancy en abandonnant une pension et en offrant en cadeau patriotique un fusil avec baïonnette.
L’Empereur Napoléon cherche à organiser le culte juif et nomme des délégués pour réfléchir à la manière de concilier les préceptes religieux juifs avec les exigences légales du nouveau code civil. Berr Isaac Berr fait partie des 112 membres nommés, publie ses réflexions sur la régénération complète des Juifs en France,, écrit en 1806 une lettre à M. Grégoire, sénateur à Paris pour faire une apologie du Talmud et prononce un Discours .

Grand Sanhédrin des Israélites de l'Empire français et du royaume d'Italie.

En 1807, le Grand Sanhédrin se réunit à Paris pendant un mois et en tire les conclusions pour la loi juive. Berr Isaac Berr obtient la place no 50 parmi les soixante-et-onze rabbins et notables.
En 1808, deux décrets organisent les consistoires locaux et nationaux sur le modèle du protestantisme. Celui de Nancy avec les départements de la Meurthe, de la Meuse, des Vosges, de la Haute-Saône et de la Haute-Marne compte 4200 juifs dont la plupart sont de Nancy, constituant une élite sociale qui est à l'avant-garde du mouvement d'intégration des Juifs dans la société française. Une place importante est faite à l'action de Berr Isaac Berr, qui, bénéficiant de la liberté professionnelle grâce à cette émancipation, est l'un des premiers à créer des centres de formation pour les artisans juifs. Son action est ensuite poursuivie, avec un bonheur inégal, par son fils Michel Berr, ses petits-fils, les frères Isaac et Michel Goudchaux, ainsi que son petit-neveu Gustave d'Eichthal, figure éminente du mouvement saint-simonien.

## Publications
- Discours des députés des Juifs des provinces des Ḗvêchés d'Alsace et de Lorraine, prononcés à la barre de l'Assemblée nationale (1789)
- Lettre du sieur Berr Isaac Berr à Monseigneur l'Évêque de Nancy (1790)
- Instructions salutaires adressées aux communautés juives de l’Empire de Joseph II (traduction de Wessely, 1790)
- Lettre d'un Citoyen (1791)
- Réflexions sur la régénération complète des Juifs en France (1806)
- Lettre du sieur Berr Isaac Berr à Grégoire, sénateur (1806)
- Discours du sieur Isaac Berr (1806)